# Symfonie nr. 2 (Sinding)
De Noorse componist Christian Sinding voltooide zijn 'Symfonie nr. 2 '(opus 83) in 1904.

## Muziek
Sinding, die in tegenstelling tot Edvard Grieg veel meer de Duitse symfonietraditie volgde, moest lang wachten tot zijn tweede symfonie uitgevoerd werd. Gezien zijn Duitse componeerstijl is het niet vreemd dat de première van het werk plaatsvond in Berlijn. Felix Weingartner gaf leiding aan de eerste uitvoering op 22 maart 1907. Het werk werd gepubliceerd door Simrock, een Duitse muziekuitgeverij. Deze tweede symfonie is in dezelfde stijl geschreven als zijn eerste, maar wijkt toch lichtjes af. Ten eerste is de muziek breder opgezet en uitbundiger. Ten tweede bestaat het uit drie delen, terwijl de Duitse traditie toch voornamelijk vierdelige symfonieën "voorschreef". Erg bekend werd de symfonie niet, ze werd/wordt volledig overschaduwd door Sindings populairste werk Frühlingsrauschen.
Delen:
1. Allegro moderato
2. Andante
3. Allegro

De samenstelling van het orkest is eveneens traditioneel:
- 3 dwarsfluiten (III ook piccolo), 2 hobo's,  2 klarinetten, 2 fagotten
- 4 hoorns, 3 trompetten, 3 trombones, 1 tuba
- pauken,
- violen, altviolen, celli, contrabassen

## Discografie
- Uitgave Apex: Ari Rasilainen met het Orkest van de Noorse Omroep, een opname uit circa 1998
- Uitgave CPO Records: Thomas Dausgaard met het NDR Sinfonieorchester